# Jason Rusch (Firestorm II)
Jason Rusch (Firestorm) es un superhéroe de la editorial DC Comics conocido como el segundo Firestorm, aunque se solía decir que el profesor Martin Stein alguna vez asumió por sí solo la matrix de control de Firestorm por algún tiempo. Aparece por primera vez en Firestorm vol. 3 # 1, (en julio de 2004), y fue creado por Dan Jolley y Chris Cross.

## Biografía del Personaje

### Sus inicios como el Nuevo Hombre Nuclear
En 2004, DC Comics decidió revivir por segunda vez la serie de historietas de Firestorm, con el escritor Dan Jolley y el artista Chris Cross. En lugar del Firestorm original, Ronnie Raymond, había un nuevo protagonista, Jason Rusch, un adolescente. Entonces se supo que Ronnie fue asesinado durante la miniserie de Crisis de Identidad. En Crisis de identidad #º 5 y Firestorm # 6 se puso de manifiesto que durante una batalla contra Shadow Thief, Raymond fue atravesado por la espada brillante de Shining Knight, que el villano había robado recientemente. La espada mágica causó una ruptura en la matriz del hombre nuclear al abrir una herida en la estructura de contención de la matriz, resultando que expulsara partículas de Firestorm: eso causó una explosión, y parte de dichas partículas de la matriz fueron canalizadas como parte de su esencia residual en el cuerpo de Jason Rusch.
Jason tenía diecisiete años de edad cuando se convirtió en Firestorm, vivía en Detroit, apenas no tenía nada más para salir de su ciudad natal. Vivía con su padre, que se había vuelto abusivo después de que perdió su mano en un accidente de trabajo. Su madre dejó a su padre en algún momento después del accidente, dejando al joven Jason con su padre. Jason recordó más tarde que su padre lo había golpeado en cuatro ocasiones. Con la pérdida de un trabajo que necesitaba para financiar sus estudios, Jason se dirigió a un matón local para conseguir dinero, y aceptó un trabajo como mensajero. Fue en ese trabajo cuando entró en contacto con los residuos del poder de la matriz de Firestorm, en busca de un nuevo huésped tras la muerte de Raymond. Posteriormente, Jason lucharía para hacer frente a su nueva identidad y los nuevos poderes adquiridos, una lucha que llevó a la muerte del hombre que lo había contratado.
Al final, Jason había logrado desarrollar un grado de control sobre sus poderes. Desafortunadamente, ser Firestorm llamó mucho la atención, a veces de manera desagradable, y Jason se enfrentó a un número de supervillanos (algunos buscando los propios poderes de Firestorm), otros en busca de venganza por las acciones de su predecesor. La muerte no solía ser permanente en el universo de las historietas, pero Ronnie Raymond volvía eventualmente dentro de la matriz de Firestorm en Firestorm #9 quedándose con Jason como parte de Firestorm hasta que él reapareció para disiparse definitivamente en Firestorm #13. Finalmente, el equipo creativo original de la serie había sido reemplazado. Jamal Igle se hizo cargo de los lápices para la serie en Firestorm N° 8, y Stuart Moore se haría cargo de las historias en Firestorm desde el N° 14.
Poco después de cumplir los dieciocho años de Jason, un par de semanas después de la disipación de Raymond, Jason fue secuestrado por la nueva Sociedad Secreta de Supervillanos como uso como fuente de energía en un complejo escondido. Liberado cuando el nuevo equipo de los Secret Six lanzó una redada en el complejo, Jason había descubierto dos cosas importantes: que tenía una compañera de prisión (una misteriosa niña llamada Gehenna), y su encarcelamiento por la Sociedad le había desprovisto temporalmente de sus poderes. (Firestorm # 17).
En conjunto, Jason y Gehenna escaparon del complejo, destruyéndolo en el proceso. Gehenna había desaparecido cuando iba detrás de Firestorm, pero telepáticamente le prometió que volvería a verlo. En Firestorm #19, Donna Troy reclutó a Firestorm - esta vez compuesto por Jason y su mejor amigo Mick Wong a una misión en el espacio exterior para combatir la inestabilidad inminente de la Crisis Infinita.
Durante su tiempo en el equipo, formó una amistad con Animal Man y un cercano interés romántico tanto por Starfire como por Supergirl.

### Crisis Infinita
Como el equipo de Donna se dirigió más allá donde se encontraba la inestabilidad de la Crisis Infinita, se reveló que Martin Stein, que estaba vivo en el espacio como el "Firestorm Elemental", había sentido la presencia de Jason en la Matriz de Firestorm, pero no tenía conocimiento sobre la desaparición de Ronnie Raymond. Cuando Jason, como Firestorm, fue gravemente herido en el cumplimiento de su deber, Stein volvería a vincularse con él en una variación de la fusión, con la promesa a Jason (Firestorm) tuviese un cuerpo nuevo que le permitiera volver a la batalla (aunque el profesor Martin Stein había sido incapaz de salvar a Mick) y pedirle sobre el destino de Ronnie.
La aceptación de la propuesta del profesor, El profesor Stein le pregunto a Jason sobre como se convirtió en el segundo miembro permanente de la matriz de Firestorm. Detectando sus "errores", así como lo relacionado con la muerte de Mick, que todo fue por su inmadurez de su juventud y su falta de experiencia, por lo que quiso buscar la experiencia y la madurez del profesor Stein. El profesor se negó al principio, pero Jason logró encontrar una chispa de su fría humanidad a la distancia que aparentaba Stein - debido a su dolor que sintió por la muerte de Raymond, y la muerte de un planeta de alienígenas por la que habían velado. El profesor finalmente aceptó la petición de Jason, lo que garantizaba ser parte de la entidad de la conciencia de la Matriz del Nuevo Firestorm y así puso a disposición la reconstrucción de sus desechos cuerpos humanos tanto para Rusch como para la del profeso. Posteriormente se puso de manifiesto en la Crisis infinita que si el multiverso hubiese sobrevivido hasta el presente, Jason podría haber sido el Firestorm de Tierra-8, bajo la identidad de Breach.

### 52
En la serie limitada 52, se revela que Firestorm se había fundió temporalmente con Cyborg debido al mal funcionamiento de la tecnología del rayo zeta. Sin poderse combinar después de varias semanas, Jason, como Firestorm, intentó formar una nueva Liga de la Justicia, junto a Firehawk (conocida como Lorraine), Ambush Bug, Super-Chief, a Bulleteer. Después de una falla en el manejo de una crisis de desplazamiento temporal ocasionada por un malfuncionamiento ocurrido con Skeets, el robot de Booster Gold, esta nueva Liga se disolvió y quedó en desgracia, añadiendo una tensión a la amistad ya inestable que tuvo con Lorena, así como la que tenía Jason con el resto del equipo espacial de Donna como responsable de la desaparición de Mick. Finalmente, durante los sucesos de la serie 52: La Tercera Guerra Mundial, el evento que hizo enfrentar a medio mundo de héroes contra Black Adam, Jason resolvería sus las diferencias con Lorraine, y reavivaría su amistad y pidiéndole parte de sus poderes, que sin necesarios para activar la matriz de Firestorm después de la misteriosa desaparición del profesor Stein.

### Un año después
Tras lo vivido en Crisis Infinita y 52, llegaban los sucesos de Un Año Después (donde la misma serie se retitularía bajo el nombre Firestorm: El Hombre Nuclear, en la edición # 23), el Profesor Stein había desaparecido misteriosamente, y Jason hasta ese entonces había vuelto a recurrir a Firehawk para poder volver a traer de vuelta la Matriz de Firestorm, lo que le permitió usar sus poderes de nuevo. Los dos decidieron buscar al profesor Stein juntos. Stein había sido secuestrado y torturado un alumno, un ex-asistente del profesor Stein.
Detenido por los DOLLI un grupo de soldados cyborg con una capacidad cognitiva limitada, el antiguo asistente (anteriormente conocido como Adrian Burroughs) le preguntó a un casi moribundo Stein sobre los secretos del universo. Jason y Lorraine, junto con la misteriosa teletransportación de Gehenna, liberó a Stein y se recuperó su salud. Posteriormente, Jason se convirtió en un estudiante de primer año en la Universidad Columbus de Nueva York y aparece teneiendo unos lazos de amistad con Dani Sharpe, un miembro del personal de LexCorp. Dani era la persona que previamente lo contrató en los Laboratorios S.T.A.R en Detroit, cuando manejaban una investigación final sobre unos archivos.
El equipo formado por Jason y Firehawk como Firestorm hizo varias apariciones en todo el Universo DC antes de la búsqueda del profesor Martin Stein. Esto incluye la hacerle frente a los últimos OMAC y haciendo equipo con Superman en "Back in Action" en un arco argumental en Action Comics. Firehawk más tarde presentó a Pozhar, el superhéroe ruso que alguna vez fue parte de la matriz de Firestorm, juntos, el trío una vez más se unieron para detener al renacido supervillano Tokamak. Esta serie terminaría en la edición de Firestorm: El Hombre Nuclear el # 35 de abril de 2007.

### El secreto de la Ecuación de la Anti-Vida
Jason Rusch y Martin Stein junto con Shilo Norman, son atacados sucesivamente por Orion de los Nuevos Dioses y el ejército de las furias femeninas de Apokolips . Shilo informa al profesor Stein y a Rusch que una cuarta parte de la ecuación de la vida está oculta dentro de propia Matriz de Firestorm. Los otras están en manos de otros tres elementales, (posiblemente insertada dentro de Tornado Rojo, Naiad y La Cosa del Pantano). Los temores sobre Darkseid de que la ecuación de la vida podría desafiar a su propia ecuación de la anti-vida. Orion solo quiso mantener al profesor Stein en un lugar seguro, y las Furias querían asegurarse de que la Matriz fuera llevada ante Darkseid. Con Gehenna como un "socio oculto" en la matriz, Jason comenzaría su frenética búsqueda del profesor.

### Liga de la Justicia
Mientras capturaba a Killer Frost durante un robo, Jason es gravemente herido por Lex Luthor, el Joker y Cheetah. Aunque se estaba recuperando de sus últimas aventuras, fue a ayudar los miembros cautivos de la Liga de la Justicia. Al liberar a los miembros de la Liga, se une a la batalla contra la Liga de la Injusticia. Después de esta victoria, Firestorm es reclutado para la Liga por Batman.Durante el encuentro del equipo en un planeta destruido por el villano Starbreaker junto al equipo Shadow Cabinet, Jason finalmente se enfrenta a Carl Sands, también conocido como Shadow Thief, el mismo villano que mató a Ronnie Raymond, este sin querer causa la transformación de Jason en Firestorm. Sands se mofa de Jason de ser un sucesor digno de Ronnie y hace que este lo mate como hizo su predecesor, pero Jason rechaza la insinuación del villano que eventualmente al considerarlo inferior a él, y al final este saliendo victorioso.
Después de que Sands es derrotado por su compañero del equipo de Jason amiga, Kimiyo Hoshi, Jason contempla ejecutar la venganza sobre la muerte de Ronnie, pero es disuadido de no hacerlo por el vigilante conocido como "Hardware". A sugerencia de Kimiyo, Jason en su lugar utiliza sus habilidades para mantener la boca cerrada a Sands con cinta adhesiva, que le impide la utilización de las sombras dentro de su cuerpo, para que utilice su poder. Más tarde asiste junto con Icon y con el resto de la Liga de la Justicia en la batalla final contra Starbreaker.
Después de esto, Jason jugó un rol menor en la miniserie de la Justice League: Cry for Justice . Aparece por primera vez en la miniserie después de ser enviado a Ciudad Gótica para recuperar el cadáver de Delores Winters, después de que misteriosamente cayera muerta durante un enfrentamiento con Batwoman. Más tarde, los intentos alejarse de Prometeo después de que este se infiltra en la Atalaya. Al darse cuenta de que es vulnerable a la magia, Prometeo es derrotado fácilmente por Firestorm golpeándolo con un misil forjado con el guante de un rey bárbaro, de manera temporal deshace la fusión y envían a Jason y a Gehenna precipitándose hacia el suelo. Poco tiempo después, Firestorm se le ve ayudando a buscar a los supervivientes junto a Animal Man y a Starfire en Star City durante la destrucción ocasionada por Prometeo.

### Blackest Night
Al comienzo de la serie de la noche más oscura, Jason y Gehenna visitan la tumba de Ronnie con el profesor Martin Stein. Luego, Ronnie despierta de su lecho de muerte como un Black Lantern. Ronnie absorbe a Jason y a Gehenna en su cuerpo, y convirtiendo en una estatua de sal a Gehenna, rompiéndole el corazón por la muerte de Gehenna a Jason en el proceso. Ronnie utiliza su conexión mental para absorber lentamente las energías emocionales de Jason, proporcionando poder a la batería de Poder Central negra dándole aún más poder. Ronnie entonces fija su mira en Barry Allen, pero Jason es capaz intentar poder tomar el control de la Matriz de Firestorm con el tiempo suficiente para que Barry pudiera escapar. Poco después, Barry, ahora utilizando el poder del anillo azul del Blue Lantern Corps, usando su anillo de poder para recrear el cuerpo de Gehena, tratando de darle esperanza suficiente a Jason para tratar de liberarse de su vínculo con Ronnie. Sin embargo, un Black Lantern de Bart Allen ataca a Barry, disipando la construcción, y Jason sometido de nuevo. Durante el caos de la estela de destrucción realizada por Nekron, Firestorm finalmente es resucitado, junto a Jason y al ahora resucitado Ronnie Raymond quien se separa cuando la batalla termina. Mientras que los otros héroes celebran su victoria, Jason culpa a Ronnie por haber matado a Gehena.

### Día más Brillante
Tras los sucesos ocurridos en La noche más oscura, Jason acude al funeral de Gehena, en Nueva York. El profesor Stein y Ray Palmer intentan consolarlo cuando Ronnie, aún vestido con la ropa casual del día de su muerte, llega a la funeraria. Intenta disculparse con Jason, quien airadamente le reprime de lo sucedido con Geherena y le dice a Ronnie que probablemente ni siquiera pudo recordar de como el mató a Gehenna. Enfurecido, en un momento en que Ronnie realmente es incapaz de recordar su nombre, Jason lo golpea en la cara, causando que ambos se fundan en la Matriz de Firestorm. Entonces empiezan a pelear y a discutir dentro de misma matriz Matriz de [Firestorm (DC Comics)|Firestorm]], mientras que Palmer y Stein tratan de averiguar lo que está pasando con ellos. Palmer logra separar Jason y Ronnie, pero no antes de que en la matriz de [Firestorm (DC Comics)|Firestorm]] causando serios daños traumáticos en todo el laboratorio del profesor Stein.
Mientras se recuperaban de las lesiones que se causaron en el hospital, Stein le explica a Ronnie, que por ahora es muy peligroso fundirse en la matriz de Firestorm de nuevo. Poco tiempo después, Jason inadvertidamente utiliza una conexión persistente con Ronnie para crear un avatar con los restos de salinos que quedaron de Gehena para atacarlo. Jason en ese momento, que está dormido por un momento, por lo que no tiene conciencia de lo que sucede en el momento. Mientras que Ronnie se está recuperando de las lesiones, Jason unen fuerzas de nuevo con Ronnie para ayudar a unos trabajadores de una construcción que están en peligro, cuando varias de las vigas en el lugar causan un derretimiento en la base sin previo aviso causando un efecto como si fuese una goma de mascar. Esta vez, vuelven a escuchar la voz misteriosa que burla de ambos, y finalmente Ronnie confiesa que ha empezado a recordar de como mató a Gehena. Se dan cuenta de que hay algo más se esconde dentro de la Matriz de Firestorm.
Como Firestorm, Jason y Ronnie visita Stein en un intento de averiguar qué les está pasando. Stein les revela que en su estado de Black Lantern cuando estaban formado a Firestorm que el Black Lantern de sí mismo todavía existía dentro de la matriz de Firestorm. Firestorm le había dicho la Entidad que tenía que aprender el uno del otro y que juntos unidos tenían que derrotar al Black Lantern de Firestorm, antes de que este destruyase la Entidad blanca. De alguna manera, Jason y Ronnie deciden que concuerdan unirse para luchar.
Después de realizar una serie de pruebas para deducir cuales ahora son las nuevas habilidades de Firestorm, el profesor Stein revela que el origen de la matriz de Firestorm. Stein cree que durante el experimento inicial (cuando Stein se había fusionado por primera vez dentro de la matriz) pudo captar la primera chispa que precedió al Big Bang que creó el universo. Y que si ambos continúan experimentando un desequilibrio emocional, puede que aumente la probabilidad de provocar un nuevo Big Bang. Stein les dice a Jason y a Ronnie que juntos son el ser más peligroso en todo el universo. Después de explicar esto a los Chicos, una vez más la voz interior de la matriz habla de nuevo. D Declarando que no es la matriz, un par de manos negras se extienden desde el interior de Firestorm. Los dos intentan separarse forzosamente para evitar que sean halados por la oscura criatura que los llama para formar la matriz de Firestorm, en ese momento hace presencia el Black Lantern Firestorm que se interpone entre ellos, por separado, tanto Ronnie como a Jason, el cual se les presenta como Deathstorm. También hay que resaltar que Deathstorm no aparece usar un anillo negro.
Deathstorm le revela su plan a Stein, declarando su intención para crear una inestabilidad emocional suficiente entre Jason y Ronnie para que ellos dentro de la matriz diese lugar a otro Big Bang cumplan el así el objetivo original de los Black Lanterns: la destrucción de toda la vida en el universo. Con el fin de ayudar a lograr este objetivo, Deathstorm absorbe la mente del profesor Stein con el fin de utilizar sus conocimientos de Ronnie en su contra, y luego, para torturar a Jason, Deathstorm entonces secuestra a su padre, Alvin Rusch, y se lo lleva al laboratorio y lo absorbe también. Antes de coger vuelo, Deathstorm llama Jason y a Ronnie (que por ahora se han fusionado en Firestorm) para que lo sigan. Deathstorm les lleva a Silver City, Nuevo México el lugar de descanso de la batería de la linterna de energía central blanca. Deathstorm trata de levantar la batería, pero no puede hasta que se infecta con energía negra, después de que él es capaz de levantarla con facilidad. Después de que amenaza con destruir la batería de la linterna blanca y evitar que Ronnie y Jason vuelvan a vivir normalmente, la voz que los atrajo les dice que no lo hagan. La voz, al parecer es el que está recogiendo todas las entidades emocionales, le ordena traer la Batería Central de Poder de la Linterna blanca a la voz, así como un ejército, en la que Deathstorm está a punto traer de nuevo las versiones de Black Lanterns del Profesor Zoom, Maxwell Lord, Hawk, Jade, el Capitán Boomerang, el Detective Marciano, de Aquaman, de Hawkman, Hawkgirl, Deadman y Osiris.
Deathstorm y los Black Lanterns entonces fueron teletransportados a un lugar desconocido, Firestorm, junto a Jason y Ronnie en última instancia, intentar buscar la ayuda de la Liga de la Justicia. Firestorm llega a la Sala de Justicia para pedir ayuda. Firestorm es aislado en una cámara de contención, mientras que la Liga busca una forma de estabilizar la energía. Sin embargo, una discusión interna entre Ronnie y Jason se recrudece, al parecer como resultado del intento de destrucción del universo. Ronnie y Jason rápidamente son advertidos, después de haber derrotado a un enjambre de demonios sombra, y que el universo no fue realmente destruido como ellos pensaban, pero que fueron transportados a la realidad del universo de anti-materia. Ahí estarían en contacto con la entidad quien se revela ante ellos y que además, aparece el White Lantern Boston Brand Deadman, que aún no ha encontrado a la persona indicada para cumplir la labor del portador de la Luz Blanca, pero la entidad blanca les encarga la misión a Firestorm de proteger a la Entidad. Mientras tanto, Deathstorm y sus Black Lanterns aparecen en Qward tratando de entregar la batería de poder Blanca a alguien. Y resulta que ese alguien es el Antimonitor, que trata de absorber el poder vital que reside dentro de la linterna blanca para volverse aún más poderoso que nunca. Entonces Firestorm toma la linterna blanca e intenta al mismo tiempo lucha contra el Antimonitor, siendo eventualmente derrotado. Deathstorm entonces extrae el profesor Stein de su matriz para mofarse de ambos. Deathstorm entonces, intenta a su vez que Ronnie tome el control para separarse de la matriz, pero el profesor entonces por tratar de evitarlo, se lleva la peor parte del ataque. Enfurecido, Ronnie decide por fin trabajar verdaderamente junto a Jason para vengar al profesor. La entidad, entonces declara que Ronnie ha cumplido su misión, y esta le devuelve la vida provocando una explosión de energía blanca que elimina a los Black Lanterns, en tonces el padre de Jason regresa su casa, y Firestorm es transportado a los bosques de Star City. Ronnie airadamente intenta hacer que la Entidad resucite el profesor, pero es rechazado. Deadman entonces llega, exigiendo que le diera la Linterna Blanca.
Cuando el Dark Avatar, hizo notar su presencia, Firestorm recordando su pasado como uno de los elementales. Ronnie Raymond entonces es transformado por la entidad para convertirse de nuevo en el elemental del fuego todo para ayudar a proteger a bosque de Star City del Dark Avatar, que resulta ser la versión de Black Lantern de la Cosa del Pantano. Los elementales se fusionan con el cuerpo Alec de Holland con el fin de que la Entidad vuelva a transformarlo en la Cosa del Pantano y luche contra el Dark Avatar. Después de que el Dark Avatar es derrotado, la Cosa del Pantano devuelve a la normalidad a Firestorm a la normalidad. Después, Ronnie y Jason deben encontrar una manera para contener la matriz Firestorm de una inminente explosión en menos de noventa días.

## Los nuevos 52 del Reinicio del Universo DC
Tras los acontecimientos de la saga Flashpoint, la realidad es alterada de modo que la historia personal de Firestorm es completamente renovada. En 2011, DC Comics lanza una nueva serie titulada como "La Furia de Firestorm: Los Hombres Nucleares", siendo parte del reinicio en toda la compañía. En esta nueva historia, Jason Rusch es el típico estudiante nerd de secundaria superdotado que se enfrenta con su compañero de estudios, el atleta Ronnie Raymond. Cuando los terroristas vienen en busca de un dispositivo que Martin Stein le envió a Jason para su custodia, este se activa, transformando a él y a Ronnie en versiones separadas de la matriz de Firestorm.

## Energías y capacidades
El poder potencial de Jason ha ido fluctuando durante el curso de su serie. Al principio, tenía capacidades similares al Firestorm original. Jason también posee una versión mejorada de la "fusión", haciendo que se convirtiera en Firestorm mediante la fusión con cualquier persona que hiciese contacto visual con él. Sin embargo, hay dos problemas con la fusión. El primer problema fue que la química de la otra persona con la que se fusionaba con el cuerpo de Jason tenía un cierto tiempo para la fusión, y si la otra persona había estado tomando drogas por ejemplo, Jason se encontraría afectado el efecto de las drogas, en menor medida. El segundo problema era aún más peligroso, si bien Jason o la otra persona se fusionaba era sobrecargada de trabajo, la otra persona que estaba presente durante la fusión podría quemarse y morir.
El retorno y la disipación posterior de Ronnie Raymond al lado de Jason tenía apenas el poder suficiente para convertirse en Firestorm sin tener que combinarse con los demás, a pesar de que todavía era capaz de hacer la fusión en caso de ser necesaria. Por desgracia, durante su encarcelamiento por la Sociedad le quitó parte de esta habilidad hasta el punto de que, tuvo que ser necesario de nuevo la fusión para convertirse en Firestorm. Recientemente, el profesor Stein, usando su conocimiento sobre la Matriz de Firestorm, logró volver a configurar las características actuales de para la transformación en Firestorm. Teóricamente hablando, el nuevo Firestorm hoy puede absorber suficientes cantidades de energía solar para mantenerlo completamente funcional sin necesidad de utilizar a alguien como una especie de "batería de emergencia". Aunque la "preferencia" forma de Firestorm ahora se ha compuesto por Jason y el doctor Martin, ambos conservan la capacidad de fusionarse temporalmente con otra persona, mientras que la necesidad de una batería se ha ido, una persona podría sustituir al miembro principal, compartiendo todos sus conocimientos con un enlace mental mejorado a través de la matriz de Firestorm. El vestuario de Firestorm se hizo también más práctico, incluyendo los dispositivos de control capaz de contener y dirigir el poder energético nuclear del héroe.
Los nuevos poderes de Firestorm, son como su capacidad de controlar la materia orgánica, uno de los poderes que se quedaron fuera del nuevo portador de la matriz era que había un temor en el cual antes era demasiado difícil de controlar la matriz sin que los anfitriones de Firestorm se volvía menos humano a través del tiempo.
Otros poderes destacables están:
- La habilidad de transmutar la energía y la materia (orgánica e inorgánica).
- "Visión Quark", una capacidad de ver las estructuras moleculares y detectar discretas interacciones atómicas.
- La habilidad de proyectar rayos de fuerza de conmoción, de calor, o partículas cargadas.
- Supervuelo a alta velocidad.
- Fuerza sobrehumana ilimitada
- Resistencia sobrehumana ilimitada.
- Una versión más estable de la intangibilidad del Firestorm original. Sin embargo, su poder de intangibilidad se perdió temporalmente en un encuentro con un metahumano capaz de robar los poderes de metástasis de otros, pero ha regresado

recientemente.
- La capacidad de reproducir los recuerdos de la Matriz de Firestorm - o las memorias de sus huéspedes - en el panorama de la mente de Firestorm.
- Una forma limitada del timesight, que le permitió vislumbrar el pasado de la matriz o en el futuro en sueños. La capacidad de ver el futuro es en la actualidad es un poder que está más allá de cualquier control consciente tanto de Jason como la del mismo profesor.
- Jason también mantuvo una conexión psíquica no sólo con Ronnie Raymond sino también con el profesor Martin Stein, El Firestorm elemental; El profesor Stein, sin embargo, parecía consciente de la matriz Tormenta de fuego había sido trasladada a Jason hasta que los dos se reunieron en realidad.
- Jason tiene un vínculo telepático con Gehenna, un enlace que al parecer permite Gehena comunicarse con Jason, comunicarse con la otra persona durante la fusión en su estado de Firestorm (al parecer, la visualización de la otra persona aparece como una cabeza flotante), y ver los alrededores inmediatos del mismo Firestorm.

## Versión de venta de bolsillo
- Firestorm el Hombre Nuclear: Reborn (2007): Este libro en rústico comercial fue la reimpresión de los números de Firestorm, el Hombre Nuclear #23-27. Es sobre los sucesos ocurridos en Un año después, tras los acontecimientos de Crisis Infinita, Firestorm debe detener un mortal accidente nuclear y una amenaza para su propia existencia. Todo le conduce a una batalla épica contra la ya clásica enemiga Killer Frost y Lord Cold en el que se libra de las calles de Nueva York en el corazón mismo del sol.

- DC Comics Presenta: Brightest Day # 1 Recopilación sobre la serie Firestorm (vol. 3) # 11 al 13 después de que Jason se convierte una vez más en la Firestorm, Ronnie vuelve a unirse temporalmente la Matriz de Tormenta de fuego.

## Otras versiones
- El Firestorm de Tierra-11, según el multiverso DC es una versión femenina de Jason Rusch.
- En Justice League of America (vol. 2) # 26, Vixen estaba atrapada en un universo alternativo creado por el Dios-Trickster Anansi. En ella, hay una versión de Firestorm que se refiere a sí mismo como "We Are Firestorm". Se compone de cuatro identidades únicas, una de las cuales es la presunción de Jason Rusch.

- En la realidad alternativa de Flashpoint, Jason Rusch y Ronald Raymond son el ahora actual Firestorm. Pero Jason es posteriormente asesinado por Heatwave en un intento de tomar su lugar en la Matriz de Firestorm, pero al final es derrotado por Cyborg.

## En otros medios

### Televisión

#### Animación
- La encarnación de Jason Rusch / Ronnie Raymond de Firestorm aparece en la serie de televisión de animación Batman: The Brave and the Bold, con la voz de Tyler James Williams (Jason Rusch) y Bill Fagerbakke (Ronnie Raymond). Esta versión consistía en el cuerpo y la mente del joven inteligente Jason Rusch fusionados con el músculo del profesor de ciencias / ex deportista Ronnie Raymond. El productor James Tucker dijo que "el chico inteligente tiene el cuerpo y tiene a este tipo tonto en la cabeza diciéndole cosas... es una especie de cambio total del Firestorm original".[12] Presentado en "¡Un murciélago dividido!", El joven Jason y su entrenador Ronnie asisten a un viaje de estudios en una planta nuclear. Los dos quedan atrapados en medio de la energía nuclear supercargada de Doctor Doble X y se fusionan por accidente. Después de recibir un traje de contención por parte de Batman, Jason y Ronnie usan sus habilidades para detener al Doctor Doble X. Jason decide el nombre de 'Firestorm' en la escena final del episodio a pesar de que a Ronnie le gusta el nombre de 'Flame Dude'. Firestorm aparece en "El asedio de Starro!" participa en el grupo de héroes de Batman con Booster Gold, Capitán Marvel y Bestia B'wana para luchar contra Starro. Firestorm se da cuenta de que un anfitrión puede ser liberado sobrecargando el clon de Starro con energía. Cuando Billy Batson grita '¡Shazam!' y el rayo golpea a Starro, Firestorm se le ocurre la idea de usar el rayo para la derrota inicial de Starro. Firestorm luego pelea junto a muchos otros superhéroes para derrotar a la forma de titán de Starro. Firestorm regresa en el teaser de "Darkseid Descending!", ayudando a Batman a detener a Killer Frost (Louise Lincoln), la exnovia de Ronnie.

#### Acción en vivo
- Aunque no se convierte en una versión de Firestorm, Jason Rusch aparece en el episodio de The Flash "La venganza de los villanos" interpretado por Luc Roderique. Rusch fue uno de los científicos que creó la matriz F.I.R.E.S.T.O.R.M. Un año después de la explosión del acelerador de partículas, la Dra. Caitlin Snow confrontó a Rusch por su investigación sobre el proyecto en busca de su presunto novio muerto, Ronnie Raymond. Más tarde se lo menciona en el episodio "Fallout".

### Película
- La versión de Jason Rusch de Firestorm aparece en Justice League: Crisis on Two Earths, con la voz de Cedric Yarbrough . Tiene una breve aparición, pero no está claro si está fusionado con Martin Stein, Ronnie Raymond o si opera por su cuenta. Batman, al darse cuenta de que es superado en número por varios supervillanos de una tierra paralela, teletransporta Firestorm junto con varios otros superhéroes para defender la base. Firestorm se involucra en una batalla con uno de los "Made Men" de la Tierra alternativa, y se ve que usa poderes de manipulación molecular para encarcelar a su enemigo en el suelo de la estación espacial incompleta de Liga de la Justicia. Cuando el súper villano rompe fácilmente el blindaje, Firestorm se da cuenta de que está superado y cambia de táctica, tratando de abrumar a su oponente con explosiones de energía. Aunque es derribado y casi terminado por el enemigo, Canario Negro usa un grito oportuno para salvarlo. Además de aparecer brevemente en el polvo de un centro de comando demolido, no se lo vuelve a ver hasta el final de la película, cuando se da a entender que Batman lo ha invitado a él y al resto de la ayuda de emergencia a unirse a la Liga de la Justicia. Además, una versión alternativa de Firestorm, de un universo paralelo, aparece brevemente en pantalla entre los Made Men.
- La versión de Jason Rusch de Firestorm aparece en Lego DC Comics Super Heroes: The Flash, con la voz de Phil LaMarr.

### Videojuegos
- La versión Jason Rusch / Martin Stein de Firestorm aparece como un personaje jugable en Injustice 2, con la voz de Ogie Banks (Jason Rusch siguiendo el modelo de Jefferson Jackson) y Fred Tatasciore (Martin Stein).[13] En el juego, Firestorm es un aliado de Batman, que ayuda a restaurar el orden en el planeta después de la derrota del Gran Consejero Superman. Ellos y Blue Beetle son seleccionados por Batman para proteger la celda de Superman en la prisión conmemorativa de Lex Luthor de los miembros restantes del régimen y las fuerzas de Brainiac. Cuando comienzan a sentirse abrumados, Firestorm amenaza con destruir la instalación con su energía nuclear, pero se abstiene después de que Batman llega y libera a Superman. Después, Batman reprende al dúo por su imprudencia y les pide que creen un fragmento dorado de Kryptonita para usar en caso de que Superman se vuelva pícaro. Más tarde se les lava el cerebro para que sirvan a Brainiac, pero Batman y Superman los salvan.[14] En su final, Firestorm intenta sobrecalentar los motores de Skull Ship para derrotar a Brainiac, pero el proceso hace que la nave explote y destruya los miles de mundos reunidos dentro. Aunque saben que los héroes nunca los volverán a mirar de la misma manera después de su error, aun así prometen su lealtad para ayudar a Batman si es necesario.
- La versión Jason Rusch de Firestorm aparece como un personaje jugable en Lego DC Super-Villains.[15][16] Esta versión se fusiona con Martin Stein.